# Robert Gabel

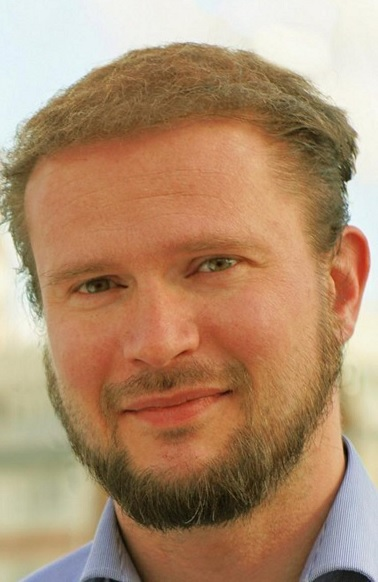
Robert Gabel (2019)

Robert Gabel (* 14. Oktober 1979 in Greifswald, DDR) ist ein deutscher Politikwissenschaftler und Politiker. Vom 10. Dezember 2017 bis zum 5. Oktober 2024 war er einer von drei gleichberechtigten Bundesvorsitzenden der Partei Mensch Umwelt Tierschutz (Tierschutzpartei).

## Leben
1998 und 1999 absolvierte Gabel seinen Zivildienst. Im Anschluss studierte er Politikwissenschaft, Betriebswirtschaftslehre, Kommunikationswissenschaft und Rechtswissenschaft an der Ernst-Moritz-Arndt-Universität Greifswald; außerdem absolvierte er während dieser Zeit ein Gastsemester am Geschwister-Scholl-Institut der Ludwig-Maximilians-Universität München. Sein Studium schloss er mit dem Titel Magister artium ab. Während seines Studiums arbeitete Gabel im Zeitraum von 2000 bis 2007 als selbstständiger Kommunikationsdesigner in Berlin und Greifswald. Von 2008 bis 2013 folgte eine Tätigkeit im Bildungsmanagement für Fachwirte der Industrie- und Handelskammer, ebenso war er während dieser Zeit Dozent in einem Bildungszentrum. Seit 2010 arbeitet er als Geschäftsführer der Greifswalder Universitätsfördergesellschaft. Seit 2017 ist er als Qualitätsmanager sowie als Auditor tätig.

## Politik

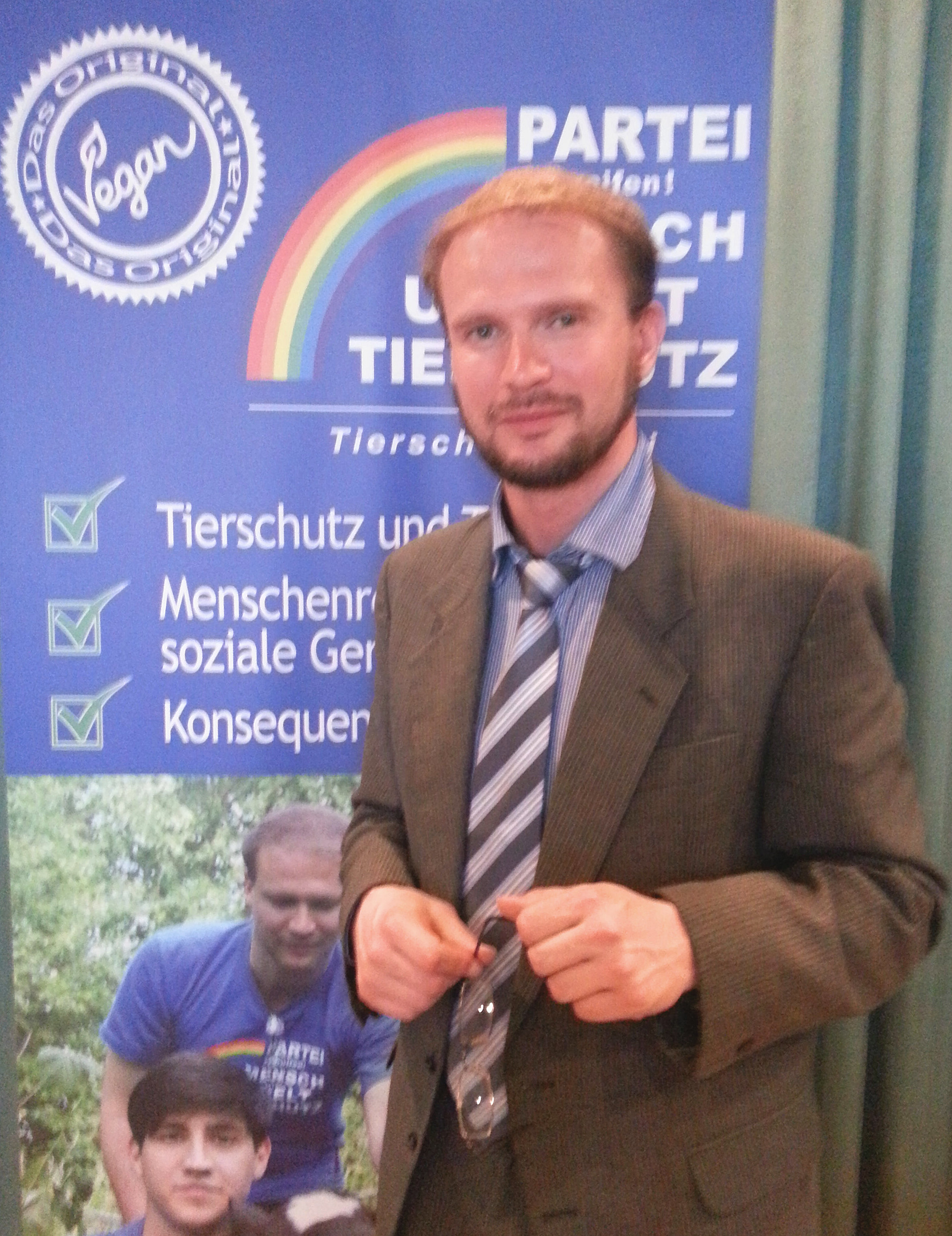
Gabel auf dem Bundesparteitag 2018

Bis 2011 war er Mitglied der FDP und gehörte dort zeitweise dem Kreisvorstand von Greifswald an.
2014 beteiligte sich Gabel an der Reaktivierung des Landesverbandes Mecklenburg-Vorpommern der Tierschutzpartei. Neben Marvin Mel Medau wurde er zu einem von zwei gleichberechtigten Landesvorsitzenden gewählt; ab Mitte 2015 teilte er sich dieses Amt mit Patrick Simann. Von 2016 bis 2019 war er dort alleiniger Vorsitzender, von Februar 2019 bis 2020 übte er die Funktion des Schriftführers aus. Auf dem Bundesparteitag im November 2015 wurde er als Beisitzer in den Bundesvorstand gewählt. Bei der Landtagswahl in Mecklenburg-Vorpommern 2016 war er Spitzenkandidat seiner Partei; letztere holte landesweit 1,2 % aller Stimmen. Bei der Bundestagswahl 2017 kandidierte er auf dem zweiten Listenplatz in seinem Bundesland und war zusätzlich Direktkandidat im Bundestagswahlkreis Vorpommern-Rügen – Vorpommern-Greifswald I. Dort erzielte er 1,3 % der Erststimmen.
Auf dem Bundesparteitag am 10. Dezember 2017 wurde er neben Sandra Lück und Matthias Ebner zu einem von drei gleichberechtigten Bundesvorsitzenden gewählt, nachdem einer von ihnen durch den Rücktritt von Horst Wester zwei Monate zuvor vakant geworden war. Im selben Jahr wurde er nach dem Rückzug von Jan Zobel zudem Chefredakteur der Parteizeitung MUT-Magazin, die Anfang 2018 in  Mensch Umwelt Tier – Das Magazin für Kultur, Politik und Gesellschaft umbenannt wurde. Auf dem Parteitag von 2018 wurde er für die Europawahl 2019 auf Platz zwei der Bundesliste gewählt und verfehlte den Einzug knapp. Im Zuge der Kommunalwahlen in Mecklenburg-Vorpommern 2019 war er Spitzenkandidat seiner Partei bei der Bürgerschaftswahl in Greifswald sowie bei der Kreistagswahl des Landkreises Vorpommern-Greifswald und wurde in beide Gremien gewählt. Darüber hinaus ist er parteiintern Mitglied der Bundesarbeitskreise Menschenrechts-/Entwicklungs-/Asylpolitik, Hochschulen und Internationale Angelegenheiten. Von 2019 bis 2020 war er außerdem akkreditierter parlamentarischer Assistent von Martin Buschmann, der für die Tierschutzpartei ins Europaparlament einzog.
Zur Bundestagswahl 2021 trat er erneut als Direktkandidat an, bei der er 3,1 Prozent der Erststimmen erhielt.

## Bibliographie
- Aspekte des Wahlverhaltens in der BRD. Politikverdrossenheit, Protestwahl, Wechselwahl, Nichtwahl. GRIN Verlag GmbH, München 2005, ISBN 978-3-638-38980-8.
- Gorgias. Existenz und Gesellschaftsentwürfe. GRIN Verlag GmbH, München 2005, ISBN 978-3-638-38958-7.
- IWF und Weltbank. GRIN Verlag GmbH, München 2005, ISBN 978-3-638-37539-9.